# اچ‌ام‌اس ادگار (۱۶۶۸)
اچ‌ام‌اس ادگار (۱۶۶۸) (به انگلیسی: HMS Edgar (1668)) یک کشتی بود که طول آن ۱۲۴ فوت (۳۸ متر) بود.